# Monetaria annulus
Monetaria annulus (nomeada, em inglês, gold-ringer cowrie, gold-ring cowrie, money cowrie ou ring top cowry; na tradução para o portuguêsː "cipreia do anel de ouro", "cipreia do anel de topo", "cipreia anelada" ou "cipreia dinheiro"; também conhecida por cauri ou caurim; e chamada de búzio pelas religiões de matriz africana, junto com Monetaria moneta e Monetaria caputserpentis) é uma espécie de molusco gastrópode marinho pertencente à família Cypraeidae da ordem Littorinimorpha. Foi classificada por Linnaeus, com a denominação Cypraea annulus, em 1758, na obra Systema Naturae. É nativa do Indo-Pacífico, desde as costas da África Oriental até o Havaí e as ilhas Galápagos, no Equador.

## Descrição da concha e hábitos
Concha grossa e ovalada, um tanto achatada, branco-amarelada, de 2.5 centímetros até pouco mais de 3.5 centímetros e com sua superfície aporcelanada. No seu topo é geralmente bem visível um delineamento ovalado e circular, de coloração alaranjada ou amarelo ouro. Abertura estreita e com poucos dentes no lábio externo e columela, fortes e curtos.

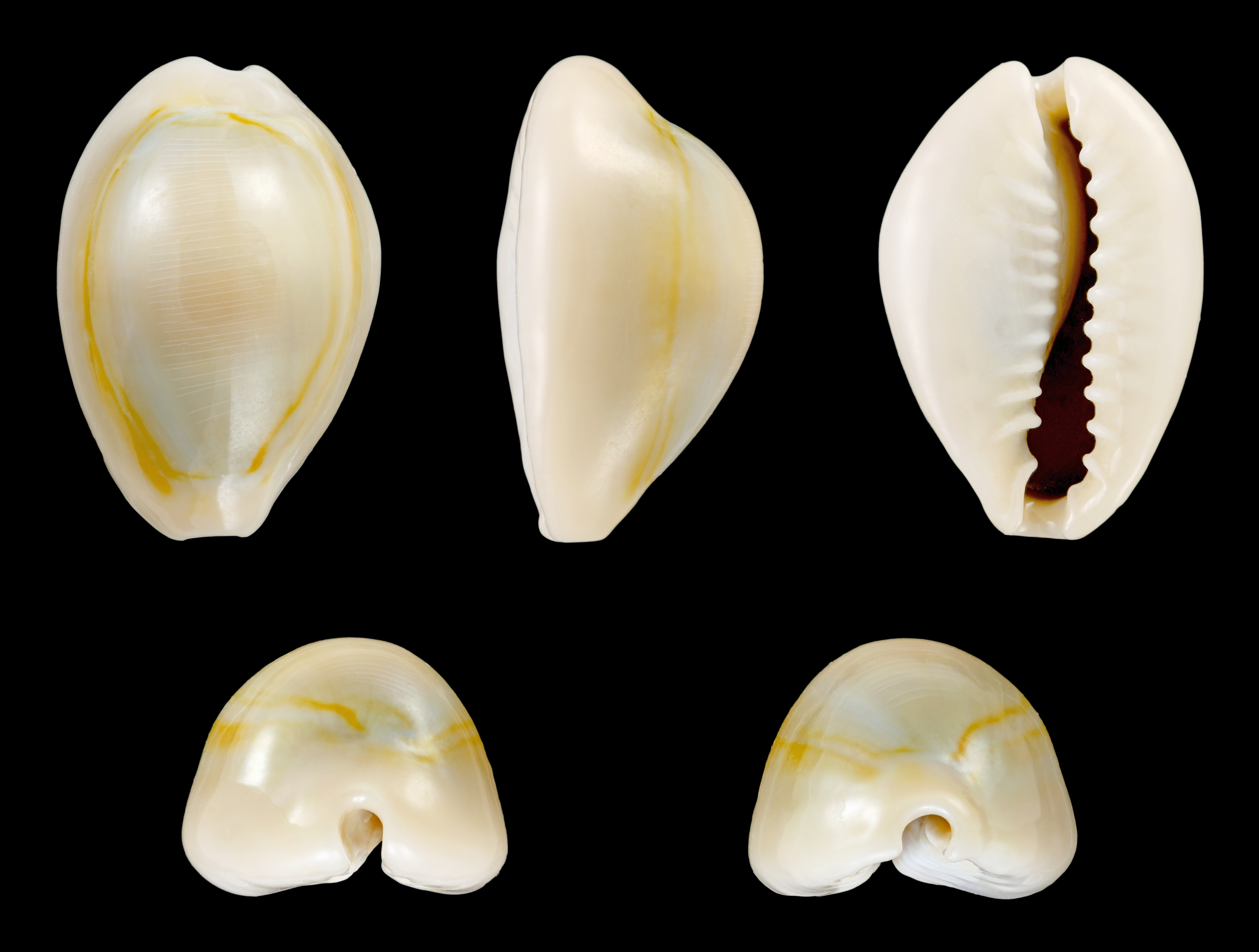
Cinco vistas da concha de M. annulus.

É encontrada nas águas rasas das planícies marinhas de lama arenosa ou areia, com fanerógamas e algas, da zona entremarés até a zona nerítica, em recifes coralinos.

## Distribuição geográfica
Esta espécie ocorre no Indo-Pacífico; nas costas orientais do Mar Mediterrâneo, ao Mar Vermelho e em Seicheles, Aldabra, Chagos, Comores, Somália, Quênia, Moçambique, Tanzânia, Madagáscar, Maurícia, Reunião, ilhas Mascarenhas, na África Oriental, e leste da África do Sul; passando por Iêmen, Omã, Maldivas, Índia, Sri Lanka, até o Pacífico, da Austrália até o norte do Havaí e em direção ao leste do Pacífico, chegando às ilhas Galápagos, no Equador.

## Utilização deMonetaria annuluspelo Homem
Conchas de Monetaria annulus foram utilizadas como moeda, junto com Monetaria moneta ("moneta" = "moeda"), em muitas partes de sua área de distribuição, permanecendo como um item divinatório em tribos animistas na África tropical e na América, após a colonização. Nas religiões de matriz africana do Brasil, elas são usadas pelos médiuns para identificar os orixás que norteiam cada pessoa (no jogo de búzios); também servindo como ornamento em altares e como objetos litúrgicos. A concha também foi apresentada aos povos ameríndios norte-americanos, durante e após o comércio de peles com comerciantes europeus, como um substituto mais barato para o marfim dos chifres de alces, altamente estimado, para o dote e para outros usos como ornamentos.

## Subespécies
Duas subespécies são registradas para esta espécie:
- Monetaria annulus alboguttata Bozzetti, 2015
- Monetaria annulus meli Bozzetti, 2018[2]